# Katiușa
Aruncătoarele de proiectile reactive Katiușa (rusă Катюша) sunt un tip de artilerie reactivă construite și folosite pentru prima dată de Uniunea Sovietică începând cu al Doilea Război Mondial. În comparație cu alte piese de artilerie, aceste lansatoare multiple de rachete pot satura rapid o țintă cu o cantitate mare de explozivi, însă au o precizie mai redusă și necesită un timp mai mare de reîncărcare. Aceste sisteme sunt mai vulnerabile decât piesele de artilerie, însă sunt mai ieftine și mai ușor de fabricat. Lansatoarele Katiușa din cel de-al Doilea Război Mondial au fost primele piese de artilerie autopropulsată fabricate în masă de către Uniunea Sovietică, fiind de obicei montate pe camioane. Această mobilitate le-a conferit aruncătoarelor de proiectile reactive Katiușa (și altor sisteme de artilerie autopropulsată) un alt avantaj: capacitatea de a da o lovitură masivă dintr-o dată și de a se sustrage înainte de a fi descoperite și lovite de focul contrabaterie.
Aruncătoarele Katiușa din timpul celui de-al Doilea Război Mondial erau lansatorul BM-13, lansatorul ușor BM-8 și cel greu BM-31. În prezent, denumirea Katiușa este folosită și în cazul lansatoarelor de rachete montate pe șasiu de camion mai noi, precum BM-21 și variantele sale.